# هينشل إتش إس 126
هينشل إتش إس 126 طائرة استطلاع ورصد ألمانية بمقعدين في الحرب العالمية الثانية تم تطويرها من هينشل إتش إس 122.

## تطوير
النموذج الأولي الأول لم يكن كاملًا وفقًا لمعايير لوفتفافه؛ وتلا ذلك طائرتان إضافيتان للتطوير مجهزة بمحركات مختلفة. بعد النموذج الأولي الثالث، تم بناء عشر طائرات ما قبل الإنتاج في عام 1937. دخلت Hs 126 الخدمة في عام 1938 بعد التقييم التشغيلي مع فرقة جيش الكندور للحرب الأهلية الإسبانية.

## العاملين
وصلة=|حدود قالب:بيانات بلد Independent State of Croatia
القوات الجوية الكرواتية
وصلة=|حدود  إستونيا
القوات الجوية الإستونية
وصلة=|حدود  Nazi Germany
لوفتفافه
وصلة=|حدود  Kingdom of Greece
سلاح الجو الملكي الهيليني
وصلة=|حدود  إسبانيا
القوات الجوية الاسبانية